# Viognier

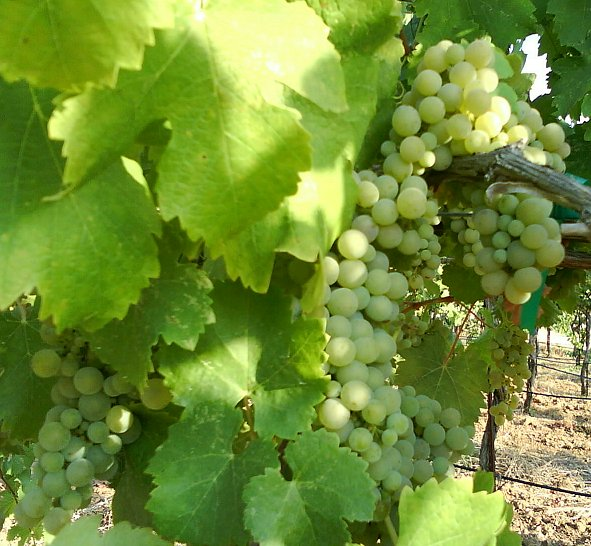
Trauben und Blätter der Rebsorte Viognier; Die Aufnahme entstand in Kalifornien im Monat August.

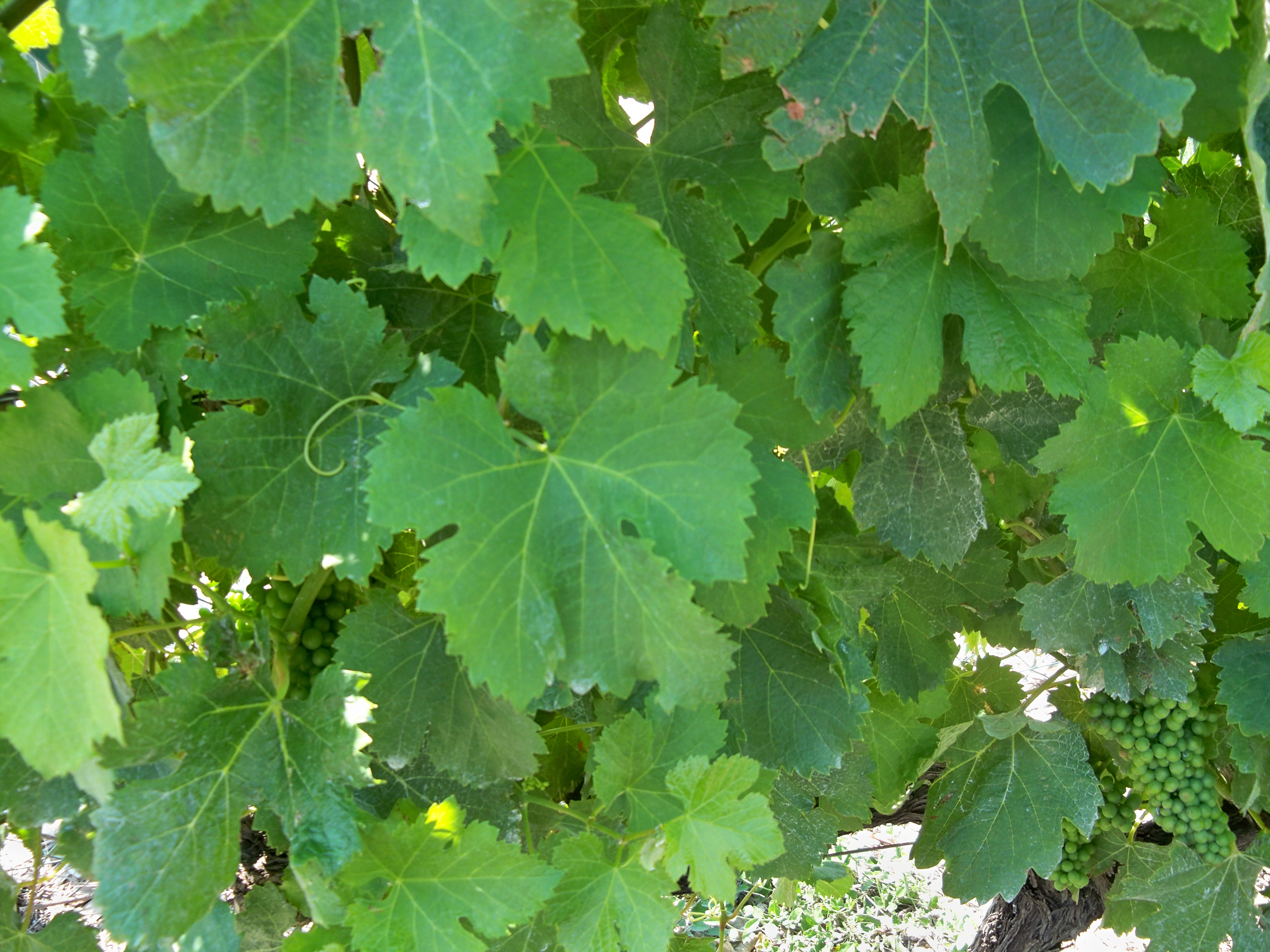
Blätter der Rebsorte Viognier; Die Aufnahme entstand im Weinbaugebiet Rhône im Monat Juli 2010.

Viognier ist eine Weißweinsorte, die überwiegend an der Rhône kultiviert wird. Der aus ihr entstehende Wein ist zumeist alkoholstark, hat eine kräftige Farbe und ein prägnantes Geschmacksbild. Charakteristisch ist sein aromatischer Duft, der zuweilen an Aprikosen, Pfirsiche und Blütenaromen (insbesondere Veilchen oder Maiglöckchen) erinnern kann. Im Bereich Condrieu wird in Steillagen ein teurer Weißwein aus Viognier hergestellt, der dennoch jung getrunken werden sollte. Bekannt ist ebenfalls der Wein von Château-Grillet.
Die Erträge des Viognier sind schwach, und nach der Reblauskrise Ende des 19. Jahrhunderts wurden viele der schwer zu bearbeitenden Steillagen aufgelassen. Aus diesem Grund war die Traube fast verschwunden, 1968 wurden nur noch 14 ha Rebfläche in Frankreich verzeichnet. Mitte der 1980er Jahre erlebten die Rhôneweine eine Renaissance und mit ihr auch die Viognierrebe. In Condrieu, der Heimatgemeinde des Viognier, entwickelte sich der Bestand von 8 ha (1968) über 20 ha (1980) auf 108 ha im Jahr 2000. Dies entspricht jedoch gerade der Hälfte der zugelassenen Fläche.
Die Traube erfreut sich mittlerweile wachsender Beliebtheit im Département Ardèche sowie in der Region Languedoc-Roussillon im Département Hérault, besonders in Roquebrun. Im Jahr 2007 wurden in Frankreich insgesamt 4.111 ha Rebfläche mit Viognier erhoben. (Quelle ONIVINS) Auch in Kalifornien (→ Weinbau in Kalifornien) (dort wurde die Winzervereinigung The Viognier Guild gegründet, 2773 acres = 1.120 Hektar, Stand 2007) und Australien (1.401 Hektar, Stand 2008) profitiert man von der wachsenden Beliebtheit dieses markanten Weißweines.
In Südafrika entfällt knapp 1 % der produzierten Weinmenge auf diese Weinsorte (bestockte Rebfläche 837 Hektar, Stand 2015).
Im Jahr 2007 lag die bestockte Rebfläche in Neuseeland bei noch steigender Tendenz bei 129 Hektar. In Chile wurden im Jahr 2006 insgesamt 262 Hektar erhoben, die überwiegend in der Región del Libertador General Bernardo O’Higgins angepflanzt sind. In der Schweiz liegt die bestockte Rebfläche bei 41,2 Hektar (Stand 2013, Quelle: Bundesamt für Landwirtschaft BWL). In Deutschland wird auf ca. 4 Hektar (Stand 2009) Viognier angebaut. (Quelle: Bayerische Landesanstalt für Weinbau und Gartenbau)
Siehe auch die Artikel Weinbau in Frankreich, Weinbau in Australien, Weinbau in Chile, Weinbau in Neuseeland, Weinbau in der Schweiz und Weinbau in den Vereinigten Staaten sowie die Liste von Rebsorten.

## Synonyme
Viognier ist auch unter folgenden vierzehn Synonymen bekannt: Galopine, Petit Viognier, Petit Vionnier, Viogne, Viogner, Viognier Bijeli, Viognier Blanc, Viognier Jaune, Viognier Vert, Vionjer, Vionnier, Vionnier Jaune, Vionnier Petit, Vionnier Vert.

## Abstammung
Anfang 2004 wurde bekannt, dass die Sorte Viognier mit der italienischen Sorte Freisa verwandt ist. Die Forscher Anna Schneider vom Agrar-Institut des CNR in Grugliasco bei Turin und José Vouillamoz (University of California, Davis sowie „Istituto agrario di San Michele all'Adige“ heute Fondazione Edmund Mach in San Michele all’Adige) führten mikrobiologische DNA-Analysen an über 1500 Rebsorten durch. 30 von 32 Indikatoren sind bei Freisa und Viognier identisch.
Die gleiche Untersuchung lässt darauf schließen, dass der italienische Nebbiolo seinerseits von der Sorte Freisa abstammt.

## Ampelographische Sortenmerkmale
- Die Triebspitze ist offen. Sie ist weißwollig bis fast filzig behaart, grünlich mit leicht rötlichfarbenem Anflug. Die bronzefarben gefleckten, blasigen Jungblätter sind nur spinnwebig behaart.
- Die mittelgroßen Blätter sind fünflappig und mäßig tief gebuchtet. Die Stielbucht ist U-förmig offen. Das Blatt ist stumpf gezahnt. Die Zähne sind im Vergleich zu anderen Rebsorten eng gesetzt.
- Die konus- bis walzenförmige Traube ist mittelgroß, teils geschultert und dichtbeerig. Die rundlichen bis leicht länglichen Beeren sind klein und von bernstein – weißer Farbe. Die Beeren verfügen über eine dicke Schale und haben im Geschmack eine leichte Muskatnote.

Die Rebsorte reift ca. 15 bis 20 Tage nach dem Gutedel und gilt somit im internationalen Vergleich fast noch als früh reifend.
Die Sorte ist anfällig gegen den Echten Mehltau, neigt jedoch kaum zur Verrieselung und kommt gut mit der Trockenheit in den Sommermonaten zurecht.

## Ertrag
Trotz allgemein schwacher Erträge sind sie meist noch zu hoch, so dass durch eine gezielte Traubenausdünnung eine Ertragsminderung durchgeführt werden muss, um gute Weinqualitäten zu erzielen. Zum Herausarbeiten aller Qualitäten dieser Sorte gelten bei qualitätsorientierten Winzern der Rhône 30 Hektoliter/Hektar als Obergrenze.